# Symplocos ecuadorensis
Symplocos ecuadorensis là một loài thực vật có hoa trong họ Dung. Loài này được Little miêu tả khoa học đầu tiên năm 1948.